# 卡拉卡巴克 (琼阿赖区)
卡拉卡巴克（Kara-Kabak）是吉尔吉斯斯坦奥什州琼阿赖区下辖的一个村。根据2009年吉尔吉斯共和国人口普查，全村人口为622人。

## 外部連結
- Satellite map at Maplandia.com （页面存档备份，存于）